# Малака, Тан
Тан Малака (индон. Tan Malaka, настоящее имя индон. Sutan Ibrahim gelar Datuk Tan Malaka, 2 июня 1897 — 19 февраля 1949) — один из лидеров коммунистического и национально-освободительного движения в Индонезии, руководитель Коммунистической партии Индонезии. В 1963 году был посмертно признан национальным героем Индонезии.

## Биография
Тан Малака родился в Сулики, Западная Суматра в 1897 году в семье Расада Чэниаго и Сины Симабур, представителей народа минангкабау. Его полное имя — Датук Ибрагим гелар Султан Малака, но он был известен с детства как Тан Малака, имя, унаследованное от аристократических предков его матери.
С 1908 по 1913 год он посещал педагогическую школу, основанную голландским колониальным правительством в Букиттинги. Здесь он начал изучать нидерландский язык, который должен был преподавать индонезийским студентам. В 1913 году он получил ссуду от старейшин его родной деревни, чтобы продолжить дальнейшее образование в Нидерландах, и до 1919 года он обучался в Правительственной Школе Обучения Учителей (нидерл. Rijkskweekschool) в Харлеме.
Во время своего пребывания в Европе он начал изучать коммунистическую и социалистическую теорию, и через взаимодействие и с голландскими и с индонезийскими студентами стал убеждённым, что Индонезия должна быть освобождена от голландского правления посредством революции. В автобиографии Тан Малака назвал Октябрьскую революцию в России политическим пробуждением от сна, которое увеличило его понимание связей между капитализмом, империализмом, и угнетением рабочих.
в Нидерландах он заболел туберкулёзом, что он приписывал холодному климату и непривычной пище. Это было началом серьёзных проблем со здоровьем, которые часто мешали его работе и преследовали его всю жизнь.

### В коммунистической партии
Завершив своё образование в Нидерландах, Малака в ноябре 1919 года вернулся в Индонезию. Он устроился на работу учителем, преподавал детям батраков — кули, работавших на табачных плантациях, принадлежавших иностранным компаниям, на северо-восточном побережье Суматры, около Медана. Во время своего пребывания в Суматре он начал сотрудничать с Индийской социал-демократической ассоциацией (ИСДА; нидерл. Indische Sociaal-Democratische Vereeniging, ISDV) и публиковать свои первые статьи в газете ассоциации, членами которой были Хенк Сневлит, Семаун и Дарсоно. В 1920 году ассоциация была преобразована в Коммунистическую партию Индонезии (КПИ; индон. Partai Komunis Indonesia, PKI). Малака входил в частые конфликты с европейским управлением плантациями по поводу содержания его уроков для студентов, из-за критических статей, которые он писал для местных газет, и из-за его работы как профсоюзного активиста, особенно в 1920 году, во время забастовки рабочих железной дороги.
Недовольный своим положением в Суматре, он уехал на Яву в конце февраля 1920 года. Он остановился первоначально в городе Джокьякарта, но скоро переехал в Семаранг, где его попросили организовать «Народную Школу» для националистической организации Сарекат Ислам (Sarekat Islam)(СИ). Эта школа, которая была позже дублирована во многих других городах на Яве, была основана СИ, чтобы обеспечить полезное образование, прививая национальную гордость её студентам.
Семаранг, во время пребывания там Тан Малаки, был главным центром как националистической так и коммунистической политики, и он быстро стал глубоко вовлечённым в политическую работу. Он был лидером в нескольких профсоюзах, экстенсивно писал для нескольких профсоюзов и газет PKI. Его самая видная роль лидера пришла к нему в декабре 1921 года, когда он был избран председателем PKI, заменив Семауна, первого председателя партии. В течение его краткого срока лидерства в PKI он работал, чтобы создать связи с профсоюзами, поддерживая рабочих во время нескольких забастовок.
Видная роль Малаки в PKI рассматривалась колониальным правительством как подрывная деятельность. В феврале 1922 года в Бандунге он был арестован колониальным правительством, и 24 марта выслан в Нидерланды.

### Изгнание
Одним из первых действий Малаки по его прибытии в Нидерланды стало участие в выборах в парламент Нидерландов как кандидат номер три от Коммунистической партии Нидерландов (CPH). Он был первым жителем голландской Ост-Индии который когда-либо баллотировался на подобную должность в Нидерландах. Он не ожидал быть избранным, потому что при системе пропорционального представительства его третье положение в списке делало его избрание очень невероятным. Вместо этого его цель состояла в том, чтобы получить платформу для возможности говорить о преступных голландских действиях в Индонезии, и попытаться убедить CPH поддержать индонезийскую независимость. Хотя он не был избранным в парламент, он получил неожиданно сильную поддержку.
Ещё Прежде, чем о результатах выборов объявили, Тан Малака, переехал в Берлин, где жил в течение нескольких месяцев, а затем в столицу СССР , Москву, в октябре 1922 года. Здесь, он стал активным участником Коминтерна, энергично утверждая, что коммунистические партии Европы должны поддержать националистическую борьбу в колониальной Азии. Его назначили агентом Коминтерна а Юго-Восточной Азии, вероятно на встрече Исполнительного комитета Коминтерна в июне 1923 года. Одна из его первых задач состояла в том, чтобы написать для Коминтерна книгу о политике и экономике Индонезии. Позже, эта книга была издана на русском языке в 1924 году.
Окончил Коммунистический университет трудящихся Востока им. И. В. Сталина.
После его назначения на пост в Коминтерне, в декабре 1923 года он поехал в Гуанчжоу, в Китай. Работа Малаки включала в себя публикацию газеты на английском языке, задача, которая оказалась трудной, потому что он плохо знал английский язык, и в китайском городе был трудно найти печатные прессы с латинским алфавитом.
В июле 1925 года Тан Малака переехал в Манилу, на Филиппины, где он также нашёл работу в газете. В то время PKI предприняла попытку открытого восстания в Индонезии с целью захвата власти по большевистскому сценарию, но восстание было подавлено колониальным правительством. Тан Малака был решительно настроен против такого действия, так как он чувствовал, что это была плохая стратегия для ещё слабой компартии, неприготовленной для революции. Он описал в автобиографии своё глубокое расстройство в связи с неспособностью в тогдашних Филиппинах найти какую-либо информацию о событиях в Индонезии, об отсутствии связи с соратниками на родине, и в нехватке его влияния на лидерство PKI. Он утверждал, что как у представителя Коминтерна в Юго-Восточной Азии, что у него была формальная власть приказать PKI свернуть план восстания, утверждение, которое позже отрицалось некоторыми прежними участниками PKI. В то время, он действительно убеждал некоторых лидеров PKI в стране, что вооружённое восстание бессмысленно, и следовательно оно не в интересах партии, но лидеры PKI в Западной Яве и Западной Суматре решили продолжать вооружённое восстание, которое голландское правительство без большого труда подавило, и использовало как предлог для жестоких расправ над коммунистами, вплоть до смертных казней нескольких партийных лидеров.
На Филиппинах он оказывает поддержку членам Коммунистической партии Филиппин, особенно Крисанто Эванхелиста, также заводит связи с некоторыми правительственными чиновниками, такими как президент Мануэль Кесон и бывший президент генерал Эмилио Агуйнальдо, которые не знали, что он был лидером коммунистической партии, в то время незаконной в стране.
В декабре 1926 года, Малака посетил Бангкок. Здесь он основал новую партию, Partai Republik Indonesia (PARI), уже дистанцируясь от Коминтерна а также, в манифесте новой партии, критикуя PKI. У PARI было небольшое число членов в стране, и оно никогда не росло, однако, наряду с ушедшей в подполье PKI, это была единственная организация в конце 1920-х, которая публично требовала независимости для Индонезии. Малака возвратился в Манилу в августе 1927 года, но был скоро арестован американской полицией по требованию голландцев. Он был обвинён в незаконном прибытии в Филиппины; этот случай стал сплачивающим моментом для националистического подъёма в Филиппинах — в университетах забастовали студенты, а филиппинские политические деятели собирали деньги в фонды для его защиты. На суде его должен был защищать Хосе Абад Сантос, но вместо того, чтобы предстать перед судом Малака согласился быть депортированным.
После депортации из Филиппин морским судном он ожидал что будет повторно арестован голландцами, как только корабль причалит в Китае, но с помощью филиппинской команды матросов он убежал, в то время как судно было пришвартовано в гавани Амоя (Сямынь), и укрылся в соседней деревне. Детали следующих нескольких лет его жизни неясны; в его автобиографии этот период не описан, других источников, которые описывают те годы немного. После пребывания в деревне Сиончин в течение возможно двух лет он переехал в Шанхай приблизительно в 1929 году. В 1931 году он снова начал работать на Коминтерн. Абидин Касно утверждает, что это пребывание в Шанхае было важным периодом в формировании идей Тан Малаки и его позднейших действий во время индонезийской революции конца 1940-х; портовый город был номинально под китайским суверенитетом, но фактически контролировался сначала европейскими странами с торговыми концессиями в городе, а затем Японией после её вторжения в сентябре 1932 года. Притеснение китайцев как европейцами так и японцами, которые он видел, по словам Касно, однозначно убедили Тан Малаку в аморальности и бесполезности сотрудничества с японцами или переговоров с голландцами в 1940-х годах, когда много видных индонезийских националистов принимали более сдержанную позицию. 
Когда Япония вторглась на территорию Китая и заняла Шанхай в сентябре 1932 года, Тан Малака бежал на юг в Гонконг, замаскированный как китайский филиппинец, и использовал псевдоним. Но почти сразу по его прибытии, он был арестован британскими властями, и заключён в тюрьму на несколько месяцев. Он надеялся на шанс разобрать его дело согласно британскому закону, или на возможность запросить политического убежища в Соединённом Королевстве, но после нескольких месяцев допроса и перемещения между «европейской» и «китайской» секциями тюрьмы, было решено что он будет просто выслан из Гонконга без обвинений.
После рассмотрения нескольких вариантов для места изгнания, где он был бы вне досягаемости голландцев, Малака решил возвратиться в Амой, где он встретился со старым другом и не будучи обнаруженным властями поселился в деревне Иве. Здесь, его слабое здоровье, ещё более подорванное пребыванием английской тюрьме, стало сильно сказываться, и он был болен в течение нескольких лет прежде чем китайская медицина в конечном счёте вернула его в нормальное состояние. В 1936 году в Амое, он основал школу где преподавал английский язык, немецкий язык, и теорию Маркса; к 1937 году это была крупнейшая языковая школа в Амое.
В августе 1937 года он снова бежал от японского военного вторжения на юг, сначала в Рангун, в Бирму, через Сингапур, а через месяц, когда его сбережения почти исчерпались, возвратился в Сингапур через Пинанг. В Сингапуре он снова нашёл работу учителя. Когда Япония заняла Полуостров Малакка и изгнала голландцев из Индонезии в 1942 году, Малака решил наконец возвратиться в Индонезию после отсутствия на родине в течение почти двадцати лет.

### Возвращение в Индонезию
Возвращение Малаки в Индонезию началось с длинной многомесячной поездки, он провёл какое-то время в Пинанге, на Суматре, затем посетил Медан, Паданг, и несколько других городов района Суматры, и поселился в предместьях занятой японцами Джакарты в июле 1942 года. Большую часть его времени здесь был занят исследованием материалов в библиотеках Джакарты, и написанием книг — «Madilog» и «ASLIA».
Когда его сбережения привезённые из Сингапура были почти исчерпаны, он устроился на работу клерком в угольной шахте в Байя, на юго-западной Яве, где под японским управлением, в связи с военными требованиями, производство угля сильно увеличивалось. В Байя он наблюдал и описывал в своих записках жизнь ромуся, по сути рабов которых японцы захватывали на всем протяжении острова Явы, чтобы те работали на шахтах и при постройке железных дорог. В дополнение к его официальной должности он работал, чтобы улучшить условия жизни чернорабочих, уровень смерти от непосильной работы, болезней и голода среди которых был очень высок.

### Роль в войне
В августе 1945 года, после того, как японцы сдались, и закончилась Вторая мировая война, и была принята декларация независимости Индонезии, Тан Малака покинул Байя, и стал использовать своё настоящее имя впервые, через двадцать лет после использования псевдонимов. Он поехал сначала в Джакарту, потом объехал всю Яву. Во время этой поездки он убедился, что Сукарно и Мохаммед Хатта, которые объявили независимость и считались лидерами Индонезии после ухода японцев, были слишком мягкими в отношении к попыткам голландцев восстановить управление архипелагом. В автобиографии он выразил уверенность, что большинство индонезийцев желало бороться за полную, настоящую, независимость, — позиция, не поддержанная Сукарно, особенно в течение первых лет индонезийской Национальной Революции.
Малака основал группу «Persatuan Perjuangan» («Фронт Борьбы», или «Объединенное Действие»), коалиция из приблизительно 140 меньших по размеру групп, но без PKI. После нескольких месяцев обсуждения коалиция была формально основана на конгрессе в Суракарте в середине января 1946 года. Коалиция приняла «Минимальную Программу», которая объявляла, что только полная независимость будет приемлемой, что правительство должно повиноваться пожеланиям людей, и что плантации принадлежащие иностранным владельцам и промышленность должны быть национализированы.  Малака утверждал, что правительство не должно вести переговоры с голландцами до вывода всех иностранных вооружённых сил из Индонезии, потому что до тех пор эти две стороны не могли бы вести переговоры как равные.
У Persatuan Perjuangan была широкая общественная поддержка, так же как и поддержка в республиканской армии, где генерал Судирман был сильным сторонником этой коалиции. В феврале 1946 года правительство Нидерландов вступило в переговоры с правительством премьер-министра Индонезии Сутана Шарира, поставив, условием признания вхождение республики в Нидерландско-Индонезийский Союз. Тан Малака требовал прекратить какие-либо переговоры с голландцами до полного и безоговорочного признания суверенитета Индонезии. В феврале 1946 года организация вызвала временную отставку Шарира, и Сукарно стал консультировался с Малакой, с целью искания его поддержки. Однако, скоро Шарир возвратился в кабинет правительства Сукарно. В ответ на это поражение, в Persatuan Perjuangan ясно заявили что более не будут поддерживать правительство.

### Арест и смерть
В ответ на оппозицию Persatuan Perjuangan правительство Сукарно арестовало большую часть руководства коалиции, включая Тан Малаку, в марте 1946 года. Он оставался в тюрьме до сентября 1948 года.
Во время его заключения члены PKI усилили критику дипломатической позиции правительства. Переводчик автобиографии Малаки, Хелен Джарвис, утверждала, что Тан Малака и другие лидеры Persatuan Perjuangan были выпущены из тюрем, чтобы предоставить слово менее угрожающей оппозиции чем PKI.  К тому времени, Тан Малака и PKI были уже оппонентами; его ненавидели в пределах компартии за его резкие критические замечания в 1920-х, и он не доверял лидерам PKI.
После освобождения он, в конце 1948 года, стал формировать новую политическую партию, названную «Partai Murba» (Пролетарская Партия), но был неспособен повторить свой предыдущий успех. Когда голландцы захватили национальное правительство в декабре 1948 года, он сбежал из города Джокьякарта в деревню в районе Восточная Ява, где он надеялся, что он будет защищён антиреспубликанскими партизанами. Он установил штаб партии в Блимбинге, деревне, окружённой плантациями риса. Он обратился к майору Сабарудину, лидеру Батальона №38. По мнению Малаки Сабарудин обладал единственной вооружённой группой, которая действительно боролась с голландцами. Сабарудин, однако, был в конфликте со всеми другими вооружёнными группами. 17 февраля, Вооружённые силы Индонезии (TNI) в Восточной Яве решили, что Сабарудин и его компаньоны должны быть захвачены и преданы полевому суду. Уже 19 февраля они захватили Малаку. 20 февраля известный своими зверствами нидерландский спецназ -Korps Speciale Troepen (KST), начал так называемую операцию Тигр. Солдаты TNI продвигались быстро и жестоко. Тан Малака был схвачен, и, уже раненый, был приведён в командный пункт спецназа и быстро казнён 21 февраля 1949 года. Никакого сообщения о казни сделано не было, и Тан Малака был захоронен в лесу.

## Политические идеи
Тан Малака полагал, что рост коммунистических партий был существенным фактором для нарастании силы многих националистических движений, тогда появляющихся в колониях Азии, и не мешал таковым. В середине 1920-х годов это положение было предметом больших дебатов в пределах Коминтерна и в других организациях. Среди коммунистических лидеров был большой скептицизм по поводу сотрудничества национал-освободителей и коммунистов, выраженный например известным индийским коммунистом Манабендрой Роем, который говорил что у наций Азии нет нужного экономического потенциала, чтобы успешно управлять самими собой.

### Марксизм и религия
Тан Малака утверждал настоятельно, что коммунизм и ислам совместимы, и что в Индонезии революция должна быть построена на обеих идеях. Таким образом он был сильным сторонником длительного союза PKI с Sarekat Islam, и был обеспокоен, когда, в то время как он был в изгнании, PKI разорвал связи с Sarekat Islam. В международном масштабе Тан Малака также видел в исламе потенциал для того, чтобы объединить рабочие классы в обширных частях Северной Африки, Ближнего Востока, и Южной Азии против империализма и капитализма. Это положение помещало его в оппозицию ко многим европейским коммунистам и лидерам Коминтерна, где религиозная вера расценивалась как помеха для пролетарской революции и как инструмент правящего класса для сдерживания угнетённых.

### Региональное единство
В нескольких публикациях, включая Massa actie (1926) и Thesis (1946), Тан Малака выступал за создание большого регионального государства, которое он назвал «Aslia», включая все острова Юго-Восточной Азии, Австралии и большой части материковой Юго-Восточной Азии. Это государство, он писал, будет в состоянии сосуществовать как равное с другими большими социалистическими государствами включая Советскую Россию, Китай, и капиталистическими Соединёнными Штатами.

## Библиография

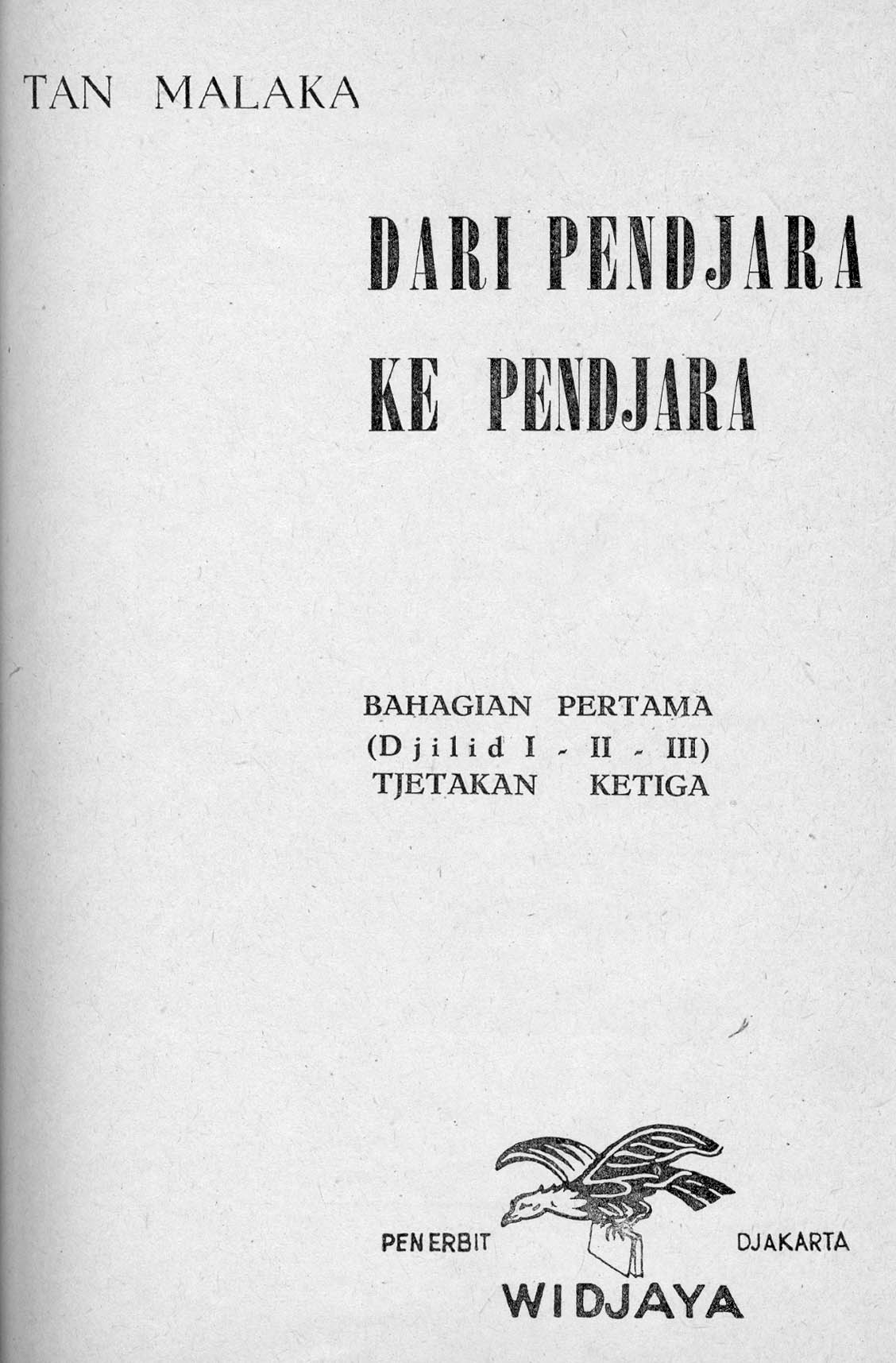
Первый том книги «Из тюрьмы в тюрьму» третье издание, на индонезийском

### «Из тюрьмы в тюрьму»
Самой известной письменной работой Тан Малаки считается его автобиография —  «Из тюрьмы в тюрьму» — «Dari Pendjara ke Pendjara». Он написал эту трёхтомную работу вручную, в то время как был заключён в тюрьму правительством республиканца Сукарно в 1947 и 1948 годах. В этой работе чередуются теоретические главы, описывающие его политические идеи и философию, и более обычные автобиографические главы, описывающие различные фазы его жизни. У третьего тома особенно свободная структура рассказа, с комментариями относительно Марксистской историографии, и его взглядами на борьбу с Нидерландами за независимость Индонезии. «Dari Pendjara ke Pendjara» является из немногих автобиографий написанных в колониальной Индонезии. 
Книга была переведена на английский с индонезийского историком Хелен Джарвис (Helen Jarvis) как «Из тюрьмы в тюрьму» (From Jail to Jail), и издана в 1991 году с обширным введением Джарвис и аннотацией. В 1981 году был издан японский перевод, автор перевода — Нориаки Ошикава.

## Используемые источники
1. ↑  Tan Malaka 1991. volume 1 page 87.
2. ↑  McVey 1965:206
3. ↑  Jarvis 1987:49. This paper is the source for much of the biographical information not otherwise cited.
4. ↑  Kusno 2003.
5. ↑  Tan Malaka 1991 volume 2 pages 33–52; Jarvis 1987: 50.
6. ↑  Tan Malaka 1991 volume 3 pages 109—119.
7. ↑  Kahin 1952:174-176, Jarvis 1987:52.
8. ↑  Jarvis 1987:52.
9. ↑  Poeze 2007.
10. ↑  Jarvis 1987:44.
11. ↑  Watson 2000.

## Используемая литература
- Jarvis, Helen. (1987) Tan Malaka: revolutionary or renegade? Bulletin of Concerned Asian Scholars 19(1):41-55.
- Kahin, George McT. (1952) Nationalism and revolution in Indonesia. Ithaca, NY: Cornell University Press. ISBN 0-8014-9108-8.
- Kusno, Abidin. (2003) From city to city: Tan Malaka, Shanghai, and the politics of geographical imagining. Singapore Journal of Tropical Geography 24(3):327-339.
- McInerney, A. (2007) Tan Malaka and Indonesia’s freedom struggle. Socialism and Liberation January 2007.
- McVey, Ruth T. (1965) The rise of Indonesian communism. Ithaca, NY: Cornell University Press.
- Poeze, Harry A. (2007). Verguisd en vergeten; Tan Malaka, de linkse beweging en de Indonesische Revolutie, 1945—1949. 'KITLV, 3 parts, 2200 pages, ISBN 978-90-6718-258-4.
- Tan Malaka. (1991) From Jail to Jail. Translation and introduction by Helen Jarvis. Athens, Ohio: Ohio University Center for In ternational Studies Southeast Asia series number 83. 3 volumes. ISBN 0-89680-150-0.
- Watson, C.W. (2000) Of self and nation: autobiography and the representation of modern Indonesia. Honolulu: University of Hawai’i Press. ISBN 0-8248-2281-1.